# Увијач за косу
Увијач за косу (такође и виклер, прев. увијач; папилотна, фр. papillote, прев. увијени папир) је ваљкастог облика и служи за увијање косе или исправљање коврџаве косе, и прављење нове фризуре.
Врући увијачи за косу су направљени да се загреју у електричној комори пре него што се умотају у косу. У одсуству врућих увијача, фен за косу загрева косу након постављања увијача.

## Историја
Увијач за косу је идеја немачког фризера Карла Неслера, који је измислио и трајну фризуру. На идеју је дошао 1909. године и први увијачи су били од метала и користили су се заједно са натријум-хидроксидом, што се показало опасним. Касније су се појавили и дрвени увијачи, а потом и пластични. Пластични су се пунили воском, па је било потребно да се пре употребе прокувају. Тако би се восак растопио, а када би се ставили на косу, врели восак би је сушио. Уз виклере су се користиле и гумице, шнале и тзв. „шестице“. И данас се користе пластични увијачи (тзв. самолепљиви, као чичак трака), али и они сачињени од сунђера.
Године 1930. Соломон Харпер је створио прве електрично загрејане увијаче за косу, а затим је направио бољи дизајн 1953. године.
Године 1968. на феминистичком протесту Мис Америке, демонстранти су симболично бацили велики број женских производа у „канту за отпатке слободе“. Међу њима су били и увијачи за косу, који су били међу предметима које су демонстранти назвали „инструментима женског мучења“ и прибором за оно што су сматрали наметнутом женственошћу.
Увијачи за косу са чичком су направљени од трака са кукицама и омчама ("чичак трака") које су омотане око цилиндара. Доступни су у различитим величинама и могу се користити на сувој или мокрој коси. Самодрже се јер им не требају игле или штипаљке да их држе на месту и није им потребна топлота да би се створиле коврџе. Обично се држе у коси око петнаест минута. За чишћење оваквих увијача треба длаке уклонити са њих, а затим их натопити мешавином шампона и воде, а затим раствором сирћета да бисте уклонили вишак уља или прљавштине.